# Kevin López (piłkarz)
Kevin Josué „Choloma” López Maldonado (ur. 3 lutego 1996 w Cholomie) – honduraski piłkarz występujący na pozycji prawego pomocnika, reprezentant Hondurasu, od 2023 roku zawodnik Olimpii.